# Episodi di Scooby-Doo! Dove sei tu? (seconda stagione)
Lista degli episodi della seconda stagione di Scooby-Doo! Dove sei tu?.
| n. | Titolo italiano                     | Titolo originale                     | Prima TV originale |
| -- | ----------------------------------- | ------------------------------------ | ------------------ |
| 1  | Vita dura per Mr. Hyde              | Nowhere to Hyde                      | 12 settembre 1970  |
| 2  | Il mistero della maschera d'oro     | Mystery Mask Mix-Up                  | 19 settembre 1970  |
| 3  | Un mostro sotto zero                | Scooby's Night with a Frozen Fright  | 26 settembre 1970  |
| 4  | Che marasma c'è un fantasma         | Jeepers It's the Creeper             | 3 ottobre 1970     |
| 5  | A mezz'aria nella casa dei fantasmi | Haunted House Hang-Up                | 10 ottobre 1970    |
| 6  | Un giorno con Tiki è una festa      | A Tiki Scare Is No Fair              | 17 ottobre 1970    |
| 7  | Chi ha paura del lupo mannaro       | Who's Afraid of the Big Bad Werewolf | 24 ottobre 1970    |
| 8  | Non scherzare con i fantasmi        | Don't Fool with a Phantom            | 31 ottobre 1970    |

## Vita dura per Mr. Hyde
Sulla strada di casa venendo dal Malt Shop, la Mystery, Inc. trova il fantasma di Mr. Hyde nel retro della Mystery Machine, il quale scappa attraverso la palude e si intrufola in una casa infestata. Questo posto risulta essere la residenza del dottor Jekyll (il pronipote del personaggio principale del romanzo), che teme di potersi essere trasformato in Mr. Hyde. La banda cerca alcuni indizi nel posto, identificando una governante di nome Helga come probabile sospettata. Tuttavia, vengono inseguiti ad ogni passo dal signor Hyde.
- Mostro: Fantasma di Mr. Hyde/Dr. Jekyll.

## Il mistero della maschera d'oro
Dopo aver partecipato a una parata del Capodanno cinese a San Francisco, Daphne acquista una maschera d'oro in un negozio di antichità locale. La Mystery Inc. fa quindi visita al signor Fong, che dice loro che la maschera è stata rubata secoli fa dalla cripta di un antico signore della guerra cinese di nome Zen Tuo. Quando i due scagnozzi zombie di Zen Tuo rapiscono Daphne e portano la maschera a Zen Tuo, i ragazzi si recano al tempio per salvarla e risolvere il mistero.
- Mostri: Zen Tuo/Signor Fong e i due Zombie/Scagnozzi del Signor Fong.

## Un mostro sotto zero
Durante una battuta di pesca, Shaggy e Scooby-Doo trovano un uomo delle caverne di 2 milioni di anni congelato in un solido blocco di ghiaccio, che la Mystery Inc. apprende essersi perso in mare durante una violenta tempesta. Quindi, portano l'uomo delle caverne all'acquario Oceanland. Ma quando qualcuno scioglie il blocco di ghiaccio, provocando la furia implacabile dell'uomo delle caverne, i ragazzi decidono di restare e indagare. Dopo aver intrappolato l'uomo delle caverne in una gigantesca conchiglia, rivelano che non è altro che il professor Wayne, che voleva dare vita al costume.
- Mostro: Uomo delle caverne/Professor Wayne.

## Che marasma c'è un fantasma
Mentre si recano al ballo del liceo, la Mystery Inc. si imbatte in una guardia di banca messa fuori gioco e nella sua auto blindata saccheggiata. La guardia borbotta loro alcuni indizi e poi viene portata a casa del signor Carswell. Scoprono che le banche locali sono state derubate da un misterioso fantasma simile a uno zombie chiamato Creeper, che più tardi si presenta al ballo del fienile, stacca la corrente e insegue la banda per tutto l'edificio. La banda riesce a catturare il mostro e a smascherarlo, rivelando che non è altro che il signor Carswell.
- Mostro: Creeper/Signor Carswell

## A mezz'aria nella casa dei fantasmi
La Mystery Machine si surriscalda davanti a una vecchia dimora spettrale. La banda va a cercare aiuto, ma scopre che il posto è infestato dallo Spettro senza testa. Il mistero diventa ancora più strano quando iniziano a sentire degli strani rumori e alcuni indizi che conducono ad un tesoro nascosto.  Alla fine dell'episodio, trovano un uomo vestito da fantasma e lo smascherano, rivelando che si tratta del signor Asa Shanks.
- Mostri: Spettro senza testa/Penrod Stillwall e l'Uomo travestito da fantasma/Asa Shanks.

## Un giorno con Tiki è una festa
La vacanza di Shaggy e Scooby alle Hawaii viene interrotta da uno spettrale stregone, che avverte i turisti e i nativi che si trovano sui terreni sacri di un dio dell'isola chiamato Mano Tiki Tia. Viene anche detto loro di stare lontani dal villaggio maledetto. Più tardi, la guida turistica della banda, il signor Simms, scompare. Quindi tocca alla Mystery Inc. cercarlo nel presunto villaggio maledetto, dove alla fine si imbattono in un secondo stregone e in una gigantesca statua vivente. La banda smaschera lo stregone e rivela che non è altro che il signor Simms.
- Mostri: Sciamano/John Simms e la Statua di Mano Tiki Tia/Scagnozzo di John Simms.

## Chi ha paura del lupo mannaro
Mentre si rilassa durante una gita in campeggio, la Mystery, Inc. sente il rumore di un ululato nella notte e trova strane tracce simili a quelle di un lupo sul terreno. Le seguono attraverso la foresta fino alla tomba aperta e vuota di un uomo di nome Silas Long, che presumibilmente è stato trasformato in un lupo mannaro. Seguono le sue tracce ancora più lontano fino a una segheria abbandonata piena di lana, barili vuoti e corti tubi che sporgono da essi, così come lo stesso lupo mannaro.
- Mostro: Fantasma del lupo mannaro/Ladro di pecore.

## Non scherzare con i fantasmi
Durante la partecipazione al Johnny Sands Dance Game Show in una stazione televisiva locale, la Mystery, Inc. incontra un fantasma di cera, che ruba una cassaforte piena di soldi e rapisce il direttore della stazione. Lo rintracciano in un vicino museo delle cere pieno di personaggi famosi utilizzati nei film e nei programmi televisivi, dove il fantasma li insegue incessantemente.
- Mostro: Fantasma di cera/Roger Stevens.